# Stanisław Franciszek Wyżykowski

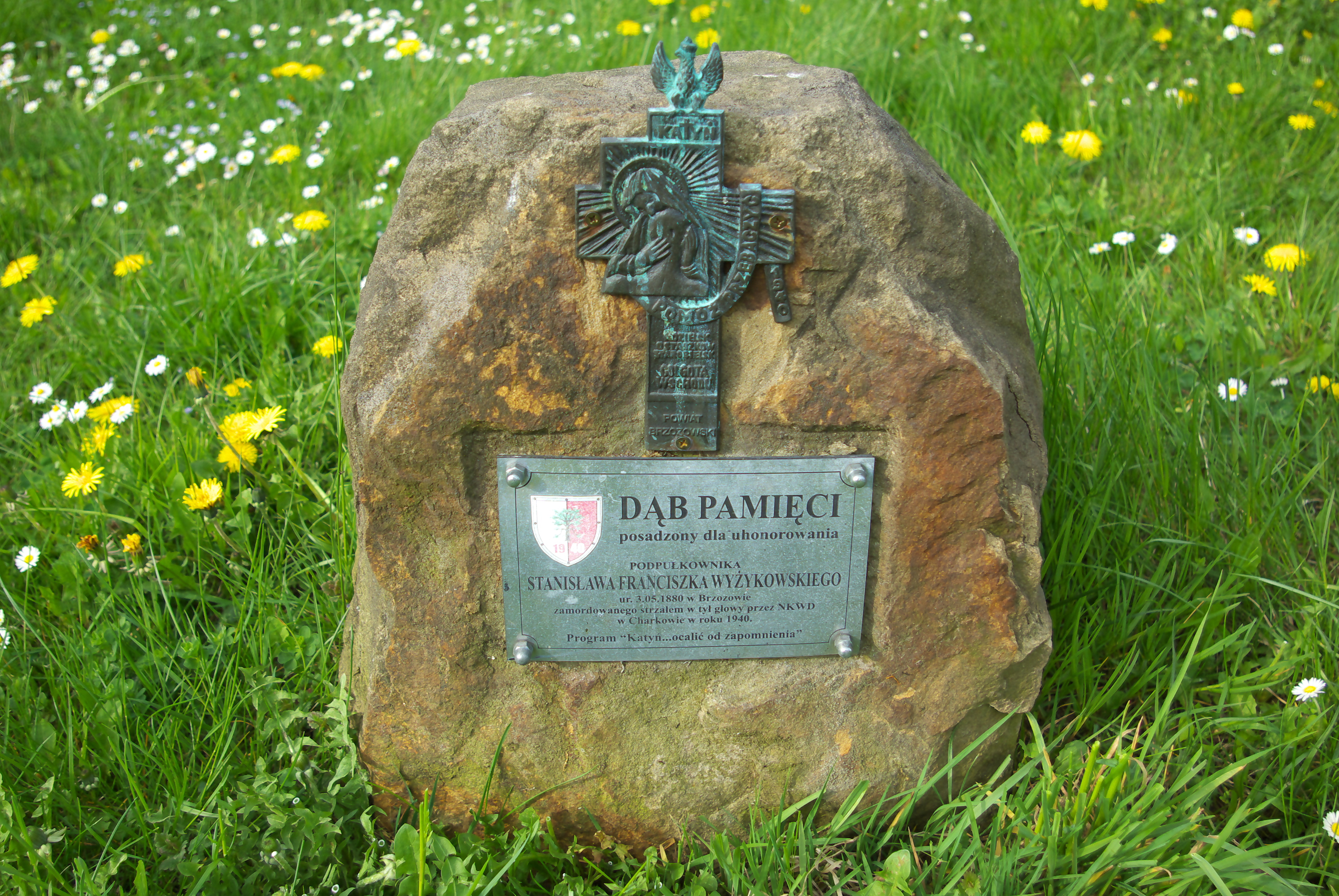
Kamień pamiątkowy przy Dębie Pamięci Stanisława Wyżykowskiego w Brzozowie.

Stanisław Franciszek Wyżykowski (ur. 3 maja 1880 w Brzozowie, zm. wiosną 1940 w Charkowie) – doktor praw, sędzia, adwokat, notariusz, działacz społeczny, major audytor Wojska Polskiego, ofiara zbrodni katyńskiej.

## Życiorys
Urodził się 3 maja 1880 w Brzozowie. Był synem Jana (masarz w Lisku) i Katarzyny z domu Miksiewicz. W 1900 zdał maturę w C. K. Gimnazjum Męskim w Sanoku (w jego klasie był także brat Jan Wyżykowski ur. 1878). Po maturze udał się na studia w zakresie leśnictwa. Od 1901 do 1902 odbył służbę w C. K. Armii. Następnie studiował na Wydziale Prawa Uniwersytet Franciszkańskiego we Lwowie, kończąc studia w 1906 i uzyskując stopień doktora praw.
W rezerwie piechoty C. K. Armii został mianowany kadetem z dniem 1 stycznia 1904, około 1908 awansowany na chorążego z dniem 1 stycznia 1904, a następnie na podporucznika z dniem 1 stycznia 1909. Był oficerem 10 pułku piechoty ze sztabem w Jarosławiu
, a od około 1908 w Przemyślu, posiadając tam przydział do około 1910.
Po wybuchu I wojny światowej w 1914 został ponownie wcielony do C. K. Armii i służył w niej do 1918. Po odzyskaniu przez Polskę niepodległości został przyjęty do Wojska Polskiego w 1920. Został awansowany na stopień majora oficerów rezerwy sądowych ze starszeństwem z 1 czerwca 1919. Był przydzielony do sądu polowego Dowództwa Okręgu Generalnego „Łódź”. Po utworzeniu w grudniu 1920 wojskowych sądów załogowych na terenie Łódzkiego Okręgu Generalnego w grudniu był organizatorem i pierwszym kierownikiem takiego sądu w Kutnie. Później został sędzią w wojskowych sądach okręgowych. Służył w wojsku do 17 sierpnia 1922. W tym roku został przeniesiony do rezerwy. W 1934 major w korpusie oficerów pospolitego ruszenia sądowych pozostawał w ewidencji Powiatowej Komendy Uzupełnień Kościan.
Po odejściu ze służby wojskowej był sędzią Sądu Grodzkiego w Wągrowcu. Od 1924 był adwokatem w Lesznie, od 1934 adwokatem w tym mieście, a pod koniec lat 30. notariuszem. Udzielał się społecznie, był prezesem oddziału Związku Oficerów Rezerwy, prezesem powiatowego oddziału Związku Rezerwistów w Lesznie (ponownie wybrany), przewodniczącym komisji administracyjnej Wychowania Fizycznego i Przysposobienia Wojskowego, przewodniczącym komisji rewizyjnej Miejskiej Komunalnej Kasy Oszczędności, prezesem Towarzystw Przyjaciół Harcerstwa, członkiem zarządu Związku Właścicieli Domów i Nieruchomości, członkiem zarządu i przewodniczącym komisji rewizyjnej Związku Strzeleckiego, członkiem wydziału wierzycieli i przewodniczącym komisji rewizyjnej Banku Ludowego, członkiem komisji rewizyjnej powiatowego Funduszu Pracy. Od 1928 był radnym rady miejskiej w Lesznie (wybrany w 1929, w 1930, w wyborach do rady z 1933 był komisarzem wyborczym i czołowym kandydatem obozu sanacji, jednak nie uzyskał reelekcji). Zasiadał też w sejmiku powiatowym.
6 lutego 1926 ożenił się z Michaliną Marią Naumowicz. Pod koniec lat 30. zamieszkiwał w Lesznie przy ulicy Henryka Sienkiewicza 6.
Po wybuchu II wojny światowej, kampanii wrześniowej i agresji ZSRR na Polskę z 17 września 1939 w nieznanych okolicznościach dostał się do niewoli sowieckiej. Przebywał w obozie w Starobielsku. Wiosną 1940 został zamordowany przez funkcjonariuszy NKWD w Charkowie i pogrzebany potajemnie w bezimiennej mogile zbiorowej w Piatichatkach, gdzie od 17 czerwca 2000 mieści się oficjalnie Cmentarz Ofiar Totalitaryzmu w Charkowie. Figuruje na Liście Starobielskiej NKWD, pod poz. 539.

## Upamiętnienie
5 października 2007 minister obrony narodowej Aleksander Szczygło mianował go pośmiertnie na stopień podpułkownika. Awans został ogłoszony 9 listopada 2007 w Warszawie, w trakcie uroczystości „Katyń Pamiętamy – Uczcijmy Pamięć Bohaterów”.
W ramach akcji „Katyń... pamiętamy” / „Katyń... Ocalić od zapomnienia”, został zasadzony Dąb Pamięci honorujący Stanisława Wyżykowskiego przy Zespole Szkół Budowlanych w Brzozowie przy ulicy Słonecznej 6.

## Odznaczenia
- Złoty Krzyż Zasługi – 10 sierpnia 1937 „za zasługi na polu pracy społecznej"[36][37]
- Medal Pamiątkowy za Wojnę 1918–1921[3]